# Dzień Darwina
Dzień Darwina, ang. Darwin Day – święto obchodzone w wielu krajach mające na celu popularyzację teorii ewolucji na drodze doboru naturalnego, stworzonej przez Charlesa Darwina. Obchodzone jest w rocznicę urodzin Darwina, 12 lutego.
Organizatorzy dni Darwina starają się popularyzować nauki ścisłe i przyrodnicze w powiązaniu z naukami humanistycznymi i sztuką, promując podejście interdyscyplinarne. Celem obchodów jest ukazanie znaczenia nauk przyrodniczych dla różnych dziedzin życia codziennego, dla zrozumienia procesów, w których wszyscy uczestniczymy. Przedstawienie informacji o życiu i dokonaniach Charlesa Darwina jest często okazją do dyskusji na temat miejsca i roli naukowca w społeczeństwie.
W Polsce obchody Dnia Darwina odbywają się na Uniwersytecie Śląskim
i w Trójmieście, gdzie Urodziny Darwina organizuje Polskie Towarzystwo Genetyczne wraz z Sopockim Towarzystwem Naukowym. W propagowanie idei Dnia Darwina zaangażowane jest też Polskie Stowarzyszenie Racjonalistów.